# Lappula semnanensis
Lappula semnanensis är en strävbladig växtart som beskrevs av H. Riedl och M. Iranshahr. Lappula semnanensis ingår i släktet piggfrön, och familjen strävbladiga växter. Inga underarter finns listade i Catalogue of Life.